# 派翠西亞·麥耶·阿赫萊特訥
派翠西亞·麥耶·阿赫萊特訥（德語：Patricia Mayr-Achleitner，1986年11月8日—）是奧地利职业网球女运动员，2002年轉職業。她的WTA生涯最高單打排名為第70（2009年5月4日）。2010年12月4日，她与其教练结婚。2015年10月，她因伤病问题宣布退役。

## 外部連結
- 官方网站
- 派翠西亞·麥耶·阿赫萊特訥的国际女子网球协会官方資料（英文）
- 派翠西亞·麥耶·阿赫萊特訥的國際網球總會 職業／青少年 官方資料（英文）
- Fed Cup - Player profile - Patricia MAYR-ACHLEITNER (AUT) （页面存档备份，存于）